# Демпинг
Де́мпинг (от англ. dumping — сброс) — продажа товаров и услуг по искусственно заниженным ценам. Демпинговые цены существенно ниже рыночных цен, а иногда даже ниже, чем себестоимость товара или услуги. Демпинг проводится с различными целями: проникновение или укрепление на новом рынке, вытеснение конкурентов. Демпинг осуществляется государством и/или компаниями в расчёте на возмещение в будущем текущих убытков, когда за счёт демпинга будет достигнуто желаемое положение на рынке. Однако довольно часто и фирмы, и государство прибегают к демпингу как к разовому мероприятию: монетизируют складские запасы, реализуют неликвидную продукцию; при острой и срочной потребности в денежных средствах, когда существует угроза больших убытков, чем потери при демпинге. В некоторых странах демпинг считают негативным явлением и борются с ним, применяя антидемпинговые законы.

## Определение
Согласно К. Р. Макконнеллу и С. Л. Брю, демпинг — продажа в другой стране товаров ниже их себестоимости.
Согласно БРЭ демпинг — продажа товаров на внешнем рынке (или на внутреннем рынке) по преднамеренно заниженным ценам; инструмент продвижения товаров и захвата рыночного сегмента.

## Классификация демпинга
Согласно БРЭ существуют следующие виды демпинга:
- хищнический демпинг (временный, устраняющий конкурентов и завоёвывающий рынок для его монополизации и последующего повышения цен);
- спорадический демпинг (реализующий избыточные партии товаров на внешнем рынке по сниженным ценам со снижением нормы прибыли, но без сокращения объёма производства продукции):
  - циклический демпинг (осуществляемый во время циклического спада спроса на продукцию),
  - сезонный демпинг (осуществляемый на рынках скоропортящихся и сезонных товаров).
- постоянный демпинг (осуществляемый за счёт использования выгодных условий предприятия):
  - нисходящий демпинг (осуществляемый за счёт использования сырьевых и энергетических ресурсов по заниженным ценам),
  - налоговый демпинг (осуществляемый за счёт ухода от выплат налогов),
  - зарплатный демпинг (осуществляемый за счёт низкого уровня фонда оплаты труда работников),
  - социальный демпинг (осуществляемый в стране-экспортёре за счёт экономии различных социальных выплат работникам),
  - экологический демпинг (осуществляемый за счёт экономии на природоохранных мероприятиях).
- обратный демпинг (продажа товаров на внутреннем рынке по ценам ниже экспортных);
- взаимный демпинг (встречная торговля двух стран одинаковыми товарами по ценам ниже цен собственного внутреннего рынка);
- отвлекающий демпинг (экспорт по сниженным ценам в промежуточную страну с целью последующего реэкспорта в основную страну);
- валютный демпинг (девальвационный, возникающий при наличии в стране-экспортёре заниженного курса национальной валюты, что можно определить по существенному отклонению валютного курса от паритета покупательной способности валют).

## Причины демпинга
Предприятия продают продукцию ниже себестоимости по следующим причинам:
- подавление конкурентов (для вытеснения конкурентов, захвата монопольного положения и последующего повышения цен на данном рынке — в долгосрочном периоде прибыль, полученная в результате применения этой стратегии, может превысить потери от демпинга);
- ценовая дискриминация (назначения разных цен разным клиентам: продукция реализуется по высоким ценам на монополизированном рынке и сбросе избыточной продукции по низким ценам на рынках конкурента — избыточные объёмы выпуска используются для снижения издержек на единицу продукции при крупномасштабном производстве).

Демпинг нарушает конкуренцию и влечёт убытки местных производителей. В ряде стран принято противостоять демпингу путём применения антидемпинговых законов, установления специальных антидемпинговых пошлин на товары, которые, как считается, продаются ниже себестоимости.

## Применения демпинга
В рамках статьи VI ГАТТ и Соглашения по применению Статьи VI ГАТТ 1994 (антидемпинг) даётся как определение демпинга, так и методы борьбы с ним (посредством введения антидемпинговых пошлин).
Так, в рамках статьи VI ГАТТ под демпингом при международной торговле понимается продажа товаров по цене ниже нормальной стоимости. При этом под нормальной стоимостью товара понимается такая стоимость товара, которая будет не ниже цены аналогичного товара на внутреннем рынке. Правда, если сравнить со страной внутреннего рынка не представляется возможным, сравнивают либо с экспортом аналогичного товара в другие (третьи) страны, либо учитывают по стоимости производства, при этом делая поправки на налоги, издержки, норму прибыли и прочее.
Мотивация следить за тем, чтобы цена импорта в страну от компании была не ниже цены на внутреннем (для производителя) рынке, следующая:
- рынки более или менее конкурентны, поэтому цена складывается разумно. Значит, с учётом незнакомого рынка, издержек на доставку, рисков, рекламы и других дополнительных предположительных расходов компания в принципе не должна продавать на чужом рынке дешевле, чем на своём внутреннем. Если такое происходит регулярно, нужно внимательно присмотреться к таким действиям и применить антидемпинговые пошлины или временные меры.

ГАТТ/ВТОприменение антидемпинговых мер
Наличие демпинга определяется по тому, что компания страны продаёт на рынке конкретной страны товары ниже нормальной стоимости. Под нормальной стоимостью понимается продажа товара в чужой конкретной стране по цене ниже, чем у себя в стране.
Если демпинг причиняет или угрожает причинить серьёзный ущерб отрасли, то компании отрасли в достаточном количестве (не менее 50 %) должны провести своё объективное расследование.
Расследование (т. н. процедурная составляющая) должно включать анализ:
- доказательств факта демпинга
  - подсчёту антидемпинговой маржи (отношение разности нормальной цены EXW и экспортной цены EXW к экспортной цене CIP/CIF)
- наличию материального ущерба
- доказательства взаимосвязи между ними.

Собственно, именно на переводе из базиса EXW в CIP компания, которая обвиняется в демпинге, может завысить издержки и сама привести свои доказательства для отстаивания своих интересы в своём компетентном органе.
Но основе материалов по процедурной составляющей компетентный (государственный) орган может принять решение:
- подавать заявление в орган по разрешению споров ВТО
- и/или ввести ответные меры.

Разрешение спора уже будет существенной составляющей.
Что касается ответных мер, их можно ввести ещё до разбирательств в органе по разрешению споров ВТО (занимающих от года до несколько лет). Но сделать это можно не раньше 60 дней после начала расследования компаний от отрасли, страдающих от демпинга, совместно с компетентными органами.
Размеры мер не должны превышать размеров антидемпинговой маржи. Меры будут действовать как некая дополнительная пошлина за товар.
То есть ещё раз, пример демпинга с точки зрения ВТО:
- Компания страны А в своей стране А продаёт товар за 220 долларов, а на рынок страны Б поставляет за 200 долларов.
- Производители спустя 4 месяца смогут обратиться в компетентные органы, предоставив результаты расследования, а компетентный орган может ввести сразу временные ограничительные меры в размере демпинговый маржи (для компенсации последствий демпинга).
- Компании страны А тогда рекомендуется обратиться к своим компетентным органам и, учитывая небольшую демпинговую маржу, попробовать представить свои доказательства (варьируя издержки при переходе от цены EXW к цене CIP/CIF для пересчёта маржи на основе своих расчётных данных).

### Россия
В России существуют механизмы в законодательстве для противодействия демпингу:
- Статья 7 ФЗ «О защите конкуренции» служит для предотвращения демпинга через введение понятия «монопольно низкая цена» и последующий контроль. Монопольно низкая цена – это та, которая: установлена хозяйствующим субъектом с доминирующим положением на рынке; ниже суммы производственных, сбытовых затрат и прибыли; ниже цены на конкурентном сопоставимом товарном рынке;
- Статья 37 ФЗ «О контрактной системе в сфере закупок товаров, работ, услуг для обеспечения государственных и муниципальных нужд» вводит «антидемпинговые меры при проведении конкурса и аукциона»: требуется подтвердить благонадежность от участника закупки — поставщика или подрядчика, который снижает начальную (максимальную) цену контракта на 25% и более.
- Статья 40 Налогового кодекса РФ проверяет сделки на соответствие рыночным ценам в контролируемых, товарообменных и обычных сделках, если цена по ним отклоняется от применяемой предприятием на 20 %, то происходит доначисление налоговой базы по НДС, акцизам и налогу на прибыль.